# Rachel Bilson

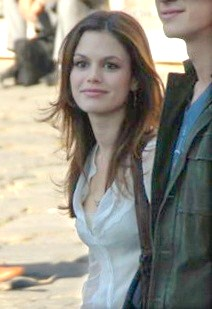
Rachel Bilson (2006)

Rachel Sarah Bilson (* 25. August 1981 in Los Angeles) ist eine US-amerikanische Schauspielerin. Sie hatte ihren Durchbruch mit der Rolle der Summer Roberts in der Fernsehserie O.C., California (2003–2007). Von 2011 bis 2015 spielte sie die Hauptrolle der Dr. Zoe Hart in der Serie Hart of Dixie.

## Werdegang
Rachel Bilson wurde 1981 in Los Angeles geboren und wuchs dort mit einem älteren Bruder auf. Ihr Vater ist Danny Bilson, und ihr Großvater ist der Filmregisseur, Filmproduzent und Drehbuchautor Bruce Bilson. Als sie neun Jahre alt war, ließen sich ihre Eltern scheiden. 1997 heiratete ihr Vater die Schauspielerin Heather Medway, mit der er noch zwei weitere Töchter (* 2001, * 2007) hat.
Ihren Highschool-Abschluss machte Bilson 1999 auf der Notre Dame Highschool in Los Angeles. Während ihrer Highschool-Zeit spielte sie dort in mehreren Theaterstücken mit. Durch die Unterstützung ihrer Eltern gelang es ihr, in den Cast des Filmes The Wrong Guys aufgenommen zu werden. Kurz darauf war sie in der Fantasyserie It’s True zu sehen, die wegen schlechter Einschaltquoten jedoch nach kurzer Zeit abgesetzt wurde. Ihre ersten Hauptrollen hatte sie in den Theaterstücken Bye Bye Birdie, The Crucible und Once Upon a Mattress. Nebenbei war sie in diversen Werbespots zu sehen, unter anderem für Subway.
Ihre ersten Fernsehrollen hatte Bilson 2003 in den Fernsehserien Buffy – Im Bann der Dämonen und Meine wilden Töchter. Es folgte eine Hauptrolle in dem Film Unbroken. Durch ihre Verkörperung der Summer Roberts in der Fox-Serie O.C., California wurde sie international bekannt. Obwohl ihre Figur anfangs nur als Nebenrolle angelegt war, gehörte sie ab der 14. Folge der ersten Staffel zur Hauptbesetzung. Zwischen 2003 und 2007 war sie in allen 92 Folgen der Serie zu sehen. 
Bei den Teen Choice Awards 2005 wurde Bilson in den Kategorien „Choice Hottie Female“, „Choice TV Actress (Drama)“ und „Best Onscreen TV Chemistry“ mit jeweils einem Award ausgezeichnet. 2005 wurde sie als Sechste in der Top-100-Liste der Maxim aufgeführt und 2006 belegte sie Platz 28 unter den „100 Sexiest Women in the World“ des Magazins FHM.
Im selben Jahr spielte Bilson an der Seite von Scrubs-Schauspieler Zach Braff die Rolle der Kim im Film Der letzte Kuss. 2008 war sie in dem Film Jumper an der Seite von Hayden Christensen und Samuel L. Jackson zu sehen. Von  September 2011 bis März 2015 spielte Bilson die Titelrolle in der The-CW-Serie Hart of Dixie. Des Weiteren war sie zwischen 2010 und 2014 in vier Folgen der Sitcom How I Met Your Mother zu sehen.
Bilson macht seit März 2011 Werbung für die Eiscreme Magnum. Die ABC-Krimiserie Take Two (2018) mit Bilson wurde nach einer Staffel eingestellt.

## Privatleben
Bilson lernte 2007 den Schauspieler Hayden Christensen kennen, mit dem sie sich im Dezember 2008 verlobte. Ende Oktober 2014 wurden die beiden Eltern einer Tochter. Ihre Schwangerschaft wurde auch auf ihre Rolle in Hart of Dixie übertragen. 2017 trennte sich das Paar.
Ab Januar 2020 war sie kurz mit Bill Hader liiert.

## Filmografie (Auswahl)
- 2003: Unbroken
- 2003: Meine wilden Töchter (8 Simple Rules … for Dating My Teenage Daughter, Fernsehserie, Folge 1x14)
- 2003: Buffy – Im Bann der Dämonen (Buffy the Vampire Slayer, Fernsehserie, Folge 7x18)
- 2003–2007: O.C., California (The O.C., Fernsehserie, 92 Folgen)
- 2004: Die wilden Siebziger (That ’70s Show, Fernsehserie, Folge 6x21)
- 2006: Der letzte Kuss (The Last Kiss)
- 2007: Chuck (Fernsehserie, Folgen 1x08–1x09)
- 2008: Jumper
- 2009: New York, I Love You
- 2010: Waiting for Forever
- 2010–2014: How I Met Your Mother (Fernsehserie, 4 Folgen)
- 2011–2015: Hart of Dixie (Fernsehserie, 76 Folgen)
- 2012: Gossip Girl (Fernsehserie, Folge 6x10)
- 2012: Life Happens – Das Leben eben! (Life Happens)
- 2013: Die To-Do Liste (The To Do List)
- 2014: American Heist
- 2016–2019: Drunk History (Fernsehserie, 2 Folgen)
- 2017: Nashville (Fernsehserie, 5 Folgen)
- 2018: Take Two (Fernsehserie, 13 Folgen)
- 2023: Accused (Fernsehserie, Folge 1x03)

## Auszeichnungen
Auszeichnungen
Teen Choice Awards:
- 2005: Choice TV Chemistry für O.C., California (mit Adam Brody)
- 2006: TV – Choice Actress: Drama/Action Adventure für O.C., California
- 2008: Choice Movie Actress – Drama/Action Adventure für Jumper

Nominierungen
Teen Choice Awards:
- 2004: Choice Breakout TV Star – Female für O.C., California
- 2004: Choice TV Actress – Drama/Action Adventure für O.C., California
- 2011: Choice TV Actress Drama, Hauptrolle in Hart of Dixie